# Inostemma nitidum
Inostemma nitidum är en stekelart som beskrevs av Sundholm 1970. Inostemma nitidum ingår i släktet Inostemma och familjen gallmyggesteklar. Inga underarter finns listade i Catalogue of Life.